# Радиотехнические войска Российской Федерации
Радиотехни́ческие войска́ — род войск в составе Воздушно-космических сил Российской Федерации. Выполняют задачи радиотехнического обеспечения для зенитных ракетных войск и авиации противовоздушной обороны. Они ведут радиолокационную разведку и обеспечивают радиолокационной информацией боевые расчеты вышестоящих командных пунктов и командных пунктов соединений, воинских частей и подразделений авиации, зенитных ракетных войск и радиоэлектронной борьбы. Все развернутые подразделения и командные пункты соединений и частей радиотехнических войск несут боевое дежурство по противовоздушной обороне, выполняют задачи по охране государственной границы в воздушном пространстве и контролируют порядок его использования.

## История
Радиотехнические войска Российской Федерации были созданы после распада СССР на основе частей и соединений Радиотехнических войск ПВО СССР (РТВ ПВО СССР), которые дислоцировались на территории Российской Федерации. Возникновение и развитие РТВ неразрывно связаны с развитием военной авиации. Ещё в Первой мировой войне с появлением авиации была создана противовоздушная оборона. Интересы ПВО потребовали создания особой службы разведки воздушной обстановки, на которую возлагалось наблюдение за появлением авиации противника и оповещение войск ПВО и гражданского населения о воздушной опасности.
В свою очередь Радиотехнические войска ПВО СССР были созданы постановлением Совета Министров СССР от 15 декабря 1951 года на основе ВНОС «О создании службы раннего обнаружения самолетов воздушного противника» под первоначальным названием Радиотехнические войска ВНОС ПВО Страны. Эта дата считается Днём рождения Радиотехнических войск ВКС.
В 1955 году войска были переименованы в Радиотехнические войска ПВО СССР.
Наиболее значимыми для РТВ стали 1980-е годы. Этот период характеризуется качественными изменениями в оснащении войск. В части поступали мощные радиолокационные комплексы и станции, вобравшие в себя лучшие достижения ученых в области радиотехники и информатики. Осваивались средства автоматизации нового поколения, существенным отличием которых от предшественников явилось значительное расширение круга решаемых задач и объема обрабатываемой информации о воздушной обстановке.
7 мая 1992 года указом Президента Российской Федерации были созданы Вооружённые Силы Российской Федерации в которых были образованы Войска Противовоздушной обороны Российской Федерации, в составе которых были Радиотехнические войска.
В 1994 году была создана Федеральная система разведки и контроля воздушного пространства (ФСР и КВП), основой которого стали Радиотехнические войска ПВО.
16 июля 1997 года вышел Указ Президента Российской Федерации об объединении двух самостоятельных видов вооружённых сил (Войск ПВО и ВВС) в один вид — Военно-воздушные силы. В связи с этим Радиотехнические войска ПВО изменили название и стали называться Радиотехнические войска ВВС.
1 августа 2015 года в результате объединения Военно-воздушных сил (ВВС) и Войск воздушно-космической обороны были созданы Воздушно-космические силы Российской Федерации, в связи с чем радиотехнические войска в его составе получили новое название — Радиотехнические войска ВКС.
1 декабря 2019 г. заступила на боевое дежурство РЛС загоризонтного обнаружения 29Б6 «Контейнер», которая способна вести оперативно-стратегическую разведку летательных (в том числе гиперзвуковых) аппаратов на удалении более 1500 км от государственной границы и различных высотах. Станция предназначена для оповещения органов военного управления Воздушно-космических сил о действиях средств воздушно-космического нападения иностранных государств, вскрытия фактов массовых пусков крылатых ракет, полётов авиации всех типов. Возможности станции позволяют контролировать воздушное пространство Восточной и большей части Западной и Северной Европы, ряда стран ближневосточного региона.

## Вооружение
На вооружении этих войск находятся РЛС, способные в любое время, вне зависимости от внешних факторов, обнаруживать воздушные и надводные цели потенциального противника, которые были разработаны и поставлены в войска как в советский период так и в постсоветский (в скобках года принятия на вооружение):
- П-18 (1956);
- «Небо» (1982);
- Десна (1989);
- Противник-ГЕ (2002);
- Фундамент (2003).

По заявлению начальника РТВ генерал-майора В. Гуменного, доля перспективного вооружения в РТВ ВКС к 2016 году превысит 30 %. На вооружение поступят современные РЛС:
- «Каста»;
- «Гамма»;
- «Небо»;
- Противник-ГЕ;
- Радиолуч

а также будет происходить дальнейший переход на КСА «Фундамент».

## Список военной техники РТВ ВКС
| Тип                                            | Изображение | Производство | Назначение | Количество | Примечания |
| ---------------------------------------------- | ----------- | ------------ | --- | ---------- | ---------- |
| РЛК-МЦ                                         |             | Россия       | Комплекс обнаружения и противодействия малоразмерным БЛА                                                                | н/д        |            |
| П-18РП-18РТ «Терек»                            |             | СССР         | Радиолокационная станция отслеживания целей на высотах средней дальности метрового диапазона                            | н/д        |            |
| 55Ж6М «Небо-М»                                 |             | Россия       | Радиолокационная станция отслеживания целей на высотах средней и большой дальности метрового и дециметрового диапазонов | н/д        |            |
| 55Ж6У «Небо-У»55Ж6УМ «Небо-УМ»55Ж6УТ «Небо-УТ» |             | Россия       | Радиолокационная станция отслеживания целей на высотах средней и большой дальности                                      | н/д        |            |
| 39Н6 «Каста-2Е2»                               |             | Россия       | Радиолокационная станция обнаружения летательных аппаратов и крылатых ракет на небольших высотах                        | н/д        |            |
| 69Ж6 «Сопка»                                   |             | Россия       | Радиолокационная станция для контроля целей малых высот                                                                 | н/д        |            |
| 12А6 «Сопка-2»                                 |             | Россия       | Трассовый радиолокационный комплекс S-диапазона                                                                         | н/д        |            |
| 5Н84А «Оборона»                                |             | СССР         | Радиолокационная станция дальнего обнаружения целей                                                                     | н/д        |            |
| Резонанс-Н                                     |             | Россия       | Радиолокационная станция дальнего обнаружения                                                                           | н/д        |            |
| Гамма-С1                                       |             | Россия       | Радиолокационная станция сантиметрового диапазона                                                                       | н/д        |            |
| Противник-Г1                                   |             | Россия       | Радиолокационная станция дециметрового диапазона                                                                        | н/д        |            |
| Противник-ГЕ                                   |             | Россия       | Радиолокационная станция дециметрового диапазона                                                                        | н/д        |            |
| 48Я6-К1 «Подлёт-К1»                            |             | Россия       | Радиолокационная станция малых высот                                                                                    | н/д        |            |
| 22Ж6 «Десна»                                   |             | СССР         | Радиолокационная станция обнаружения целей на средних и больших высотах                                                 | н/д        |            |
| 96Л6                                           |             | Россия       | Радиолокационная станция всевысотного обнаружения                                                                       | н/д        |            |
| 96Л6-АП                                        |             | Россия       | Радиолокационная станция всевысотного обнаружения                                                                       | н/д        |            |
| Фундамент                                      |             | Россия       | Комплекс средств автоматизации процессов сбора и обработки радиолокационной информации от РЛС                           | н/д        |            |
| 1Л117М «Радиолуч»                              |             | Россия       | Радиолокационная станция обнаружения целей на средних и больших высотах                                                 | н/д        |            |
| 29Б6 «Контейнер»                               |             | Россия       | Радиолокационная станция загоризонтного обнаружения                                                                     | н/д        |            |
| ПРВ-13                                         |             | СССР         | Радиовысотомер | н/д        |            |

- «Магистр-СВ» — перспективный комплекс автоматизированного управления огневыми средствами войсковой противовоздушной обороны.[24]

## Состав
| №  | № в/ч | Полк | Дивизия | Армия | Округ | Местоположение                       | Образована | Награды                | Примечание    |
| -- | ----- | ---- | ------- | ----- | ----- | ------------------------------------ | ---------- | ---------------------- | ------------- |
| 1  | 86655 | 25   | 4       | 1     | МВО   | Московская область, Нестерово        |            |                        |               |
| 2  | 85683 | 3    | 31      | 4     | ЮВО   | Севастополь                          | 01.07.1952 |                        |               |
| 3  | 36138 | 331  | 1       | 45    | ЛВО   | Мурманская область, Североморск      |            |                        |               |
| 4  | 21514 | 332  | 1       | 45    | ЛВО   | Архангельская область, Архангельск   |            |                        |               |
| 5  | 17646 | 333  | 2       | 6     | ЛВО   | Санкт-Петербург                      |            |                        |               |
| 6  | 96848 | 334  | 2       | 6     | ЛВО   | Республика Карелия, Петрозаводск     | 17.11.1932 | Орден Красного Знамени |               |
| 7  | 18401 | 335  | 32      | 6     | МВО   | Ярославская область, Ярославль       |            | Орден Красного Знамени | [ 26 ] [ 27 ] |
| 8  | 03013 | 336  | 32      | 6     | МВО   | Орловская область, Орел              | 01.12.1952 |                        |               |
| 9  | 51592 | 337  | 32      | 6     | МВО   | Тверская область, Ржев               | 23.03.1951 |                        |               |
| 10 | 40213 | 338  | 51      | 4     | ЮВО   | Ростовская область, Новочеркасск     |            |                        |               |
| 11 | 03007 | 339  | 51      | 4     | ЮВО   | Астраханская область, Астрахань      | 14.10.1932 | Орден Красной Звезды   |               |
| 12 | 40278 | 340  | 76      | 14    | ЦВО   | Самарская область, Самара            |            |                        |               |
| 13 | 58133 | 341  | 41      | 14    | ЦВО   | Новосибирская область, Новосибирск   |            |                        |               |
| 14 | 75313 | 342  | 26      | 11    | ВВО   | Читинская область, Чита              |            |                        |               |
| 15 | 30593 | 343  | 25      | 11    | ВВО   | Хабаровский край, Хабаровск          |            |                        |               |
| 16 | 30986 | 344  | 93      | 11    | ВВО   | Приморский край, Артем               |            |                        |               |
| 17 | 21527 | 39   | 25      | 11    | ВВО   | Сахалинская область, Южно-Сахалинск  |            |                        |               |
| 18 | 52020 | 60   | 53      | 11    | ВВО   | Камчатский край, Елизово             |            |                        |               |
| 19 | 49289 | 81   | 44      |       | БФ    | Калининградская область, Калининград |            |                        |               |
| 20 | 51858 | 9    | 5       | 1     | МВО   | Московская область, Михнево          |            |                        |               |

## Командующие
В разные годы, должность командующего радиотехническими войсками именовалась по-разному:
- командующий РТВ ПВО генерал-полковник Мигунов Василий Федорович (1992—1998)
- начальник управления ФСРИКВП — генерал-майор Шрамченко Александр Васильевич (1998—1999)
- начальник РТВ ВВС — генерал-лейтенант Шрамченко Александр Васильевич (1999—2006)
- начальник РТВ ВВС — генерал-лейтенант Бояринцев Анатолий Владимирович (2006—2010)
- начальник РТВ ВВС — генерал-майор Гуменный, Виктор Васильевич (2010—2011)
- начальник РТВ ВВС — генерал-майор[28] Смолкин Михаил Александрович (2011—2013)
- начальник РТВ ВВС — генерал-майор Кобан Андрей Яковлевич (2013—2015)[29]
- начальник РТВ ВКС — генерал-майор Смолкин Михаил Александрович (2015)
- начальник РТВ ВКС — генерал-майор Кобан Андрей Яковлевич[30] (2015—2022)
- начальник РТВ ВКС — генерал-майор[31] (до 21 февраля 2025 года — полковник) Чедаев Андрей Михайлович (2022— по н.в.)

## Училища РТВ
- Военная академия воздушно-космической обороны имени Маршала Советского Союза Г. К. Жукова (Тверь).
- Ярославское высшее военное училище противовоздушной обороны.
- Военные учебные центры:
  - Сибирский федеральный университет — Военно-инженерный институт (правопреемник КВКУРЭ).
  - Московский государственный технический университет имени Н. Э. Баумана — Военный учебный центр[32].

### Расформированные
- Вильнюсское высшее командное училище радиоэлектроники ПВО — передислоцировано на базу ЛВВПУ ПВО в 1992 году и получило название Санкт-Петербургское высшее училище радиоэлектроники противовоздушной обороны (СПВУРЭ ПВО), позже переименовано в Санкт-Петербургский ФВУ ПВО (филиал военного университета противовоздушной обороны г. Санкт-Петербург), потом в Санкт-Петербургское высшее военное училище радиоэлектроники ПВО (Филиал ВУ ПВО), расформировано в 2011 году.
- Красноярское высшее командное училище радиоэлектроники противовоздушной обороны — расформировано в 1998 году.
- Киевское высшее инженерное радиотехническое училище ПВО — расформировано в 1999 году.

## Офицерские курсы
- Переподготовка и переучивание специалистов РТВ в настоящее время (по состоянию на декабрь 2021 года) осуществляется в Центре подготовки специалистов (расчетов) радиотехнических войск Воздушно-космических сил (г. Владимир), Военной академии воздушно-космической обороны имени Маршала Советского Союза Г.К. Жукова (г. Тверь) и Ярославском высшем военном училище противовоздушной обороны (г Ярославль).[32]